# Dermatodini
Dermatodini es una tribu de insectos coleópteros curculiónidos pertenecientes a la subfamilia Entiminae.  

## Géneros
- Antinia – Burakowskiella – Conaliophthalmus – Cratopoxenus – Decophthalmus – Dermatodes – Dermatoxenus – Dirambon – Eustalida – Heterostylus – Homoeonychus – Metrioderus – Mroczkowskiella – Ochtarthrum – Phrystanus – Rhinosomphus – Saurophthalmus – Stigmatrachelus – Zyrcosa